# Ludwig van Beethoven
Ludwig van Beethoven (Bonn, 1770. december 17. (vélhetően) – Bécs, 1827. március 26.) német zeneszerző.
Joseph Haydn és Wolfgang Amadeus Mozart mellett őt tartják a bécsi klasszika harmadik nagy alakjának, ugyanakkor zenéje a romantika jegyeit is magán viseli. Beethoven jelentősége azon is lemérhető, mennyire meghatározta a későbbi zenetörténet számos alakjának pályáját.

## Élete

### Családja
Beethoven apai ősei flamand földművesek és iparosok voltak, akik a 18. század első feléig Flandriában, Mechelen városában éltek. A nagyapa – eredetileg Lodewijk, majd németül szintén Ludwig van Beethoven – Antwerpenből Bonnba elszármazott udvari karnagy, basszista volt, előbb 1761-től Leuvenben, ezután Liège-ben, majd Bonnban. 1773-ban hunyt el. 
Fia, Johann van Beethoven ifjúkorában tenorként a bonni választófejedelem udvarában énekelt. 27 éves korában feleségül vett egy 21 éves özvegyasszonyt, Maria Magdalena Keverichet, egy Ehrenbreitsteinban élő választófejedelmi szakács leányát. Első férje egy trieri udvari inas volt, akitől egy fiatalon elhunyt fia született. A Beethoven–Keverich házaspárnak öt fia és két leánya született: Ludwig Maria (*/† 1769), Ludwig (1770–1827) – a zeneszerző –, Kasper Anton Carl (1774–1815), Nicolaus Johann (1776–1848), Anna Maria Franziska (1779), Franz Georg (1781–1783) és Maria Margarita Josepha (1786–1787).

### Zenei pályafutása
Beethoven születésének idején még nem készültek polgári anyakönyvek, így csak az 1770. december 17-ei kereszteléséről maradt fenn hivatalos adat. Mivel ezt általában a gyermek születésének a napján vagy másnap tartották, feltételezhető, hogy Beethoven 1770. december 16-án született. Mozartékhoz hasonlóan apja megpróbált csodagyereket nevelni belőle, ámde sikertelenül. Mivel apja hamar felismerte benne a nagy tehetséget, s törekedett ezt minél előbb kenyérkeresetre használni, gyakran váltogatta zeneoktatóit. Beethoven ezt később gyakran elpanaszolta.
A családnak valójában már egészen fiatalon Beethoven volt az eltartója. A fiúban megmutatkozó lehetőségeket mások is hamar felfedezték. 1780 körül Christian Gottlob Neefe vette kezébe zenei nevelését, a választófejedelem részéről pedig anyagi támogatásban részesült.
1781-ben Németalföld-szerte kellett nyilvánosan játszania. 1782–83-ban jelentek meg első zeneművei: változatok és három szonáta zongorára; 1785-ben következett három zongoranégyese. Tudományos képzettségéről azonban alig gondoskodtak. 1784-ben, alig 13 éves korában udvari másodorgonistává nevezték ki.
Bonn jeles udvari zenekarában a brácsaszólamot játszotta, és zongorán is mindinkább tökéletesítette magát. Továbbá sokat alkotott, egyelőre kiadatlanul hagyva a műveket.
1792 novemberében Waldstein gróf támogatásának köszönhetően Bécsbe költözhetett. Ott Joseph Haydnnál szándékozott tanulni, de mivel neki nem volt elég ideje foglalkozni vele, Johann Georg Albrechtsberger gondjaira bízta. Beethoven megismerkedett Breuning udvari tanácsossal is, akinek családja később pótolta számára az édes otthont. Tehetsége és egy-egy összeköttetése megnyitotta előtte a Császárváros első házait; Gottfried van Swieten báró és Lichnowsky hercegné különösen pártolták. Közben, 1792. december 18-án elhunyt az édesapja.
Salierinél nyolc esztendeig tanult. Zongoraművészként 1795 márciusában mutatkozott be a bécsi nyilvánosság előtt, B-dúr zongoraversenyének előadásával. Ezt a fellépést azután újabbak követték, és hamarosan kiadója és pártfogója is akadt. Hamar népszerű lett zongoravirtuózként, és jóval lassabban ugyan, de zeneszerzőként is. Népszerűsége fokozódott Prágában, Drezdában, valamint Berlinben is, ahol 1796-ban körutat tett. Itt erősen marasztalták, de ő Bécshez ragaszkodott, ahol a lelke is ki volt elégítve, és társadalmi státusza révén kenyere is biztosítva volt. Művészi körútjának folytatását lehetetlenné tette 1798-ban kezdődött fülbaja, mely lassanként teljes siketségbe ment át. Ez a csapás tette őt hangszeres virtuóz helyett végképp zeneköltővé.

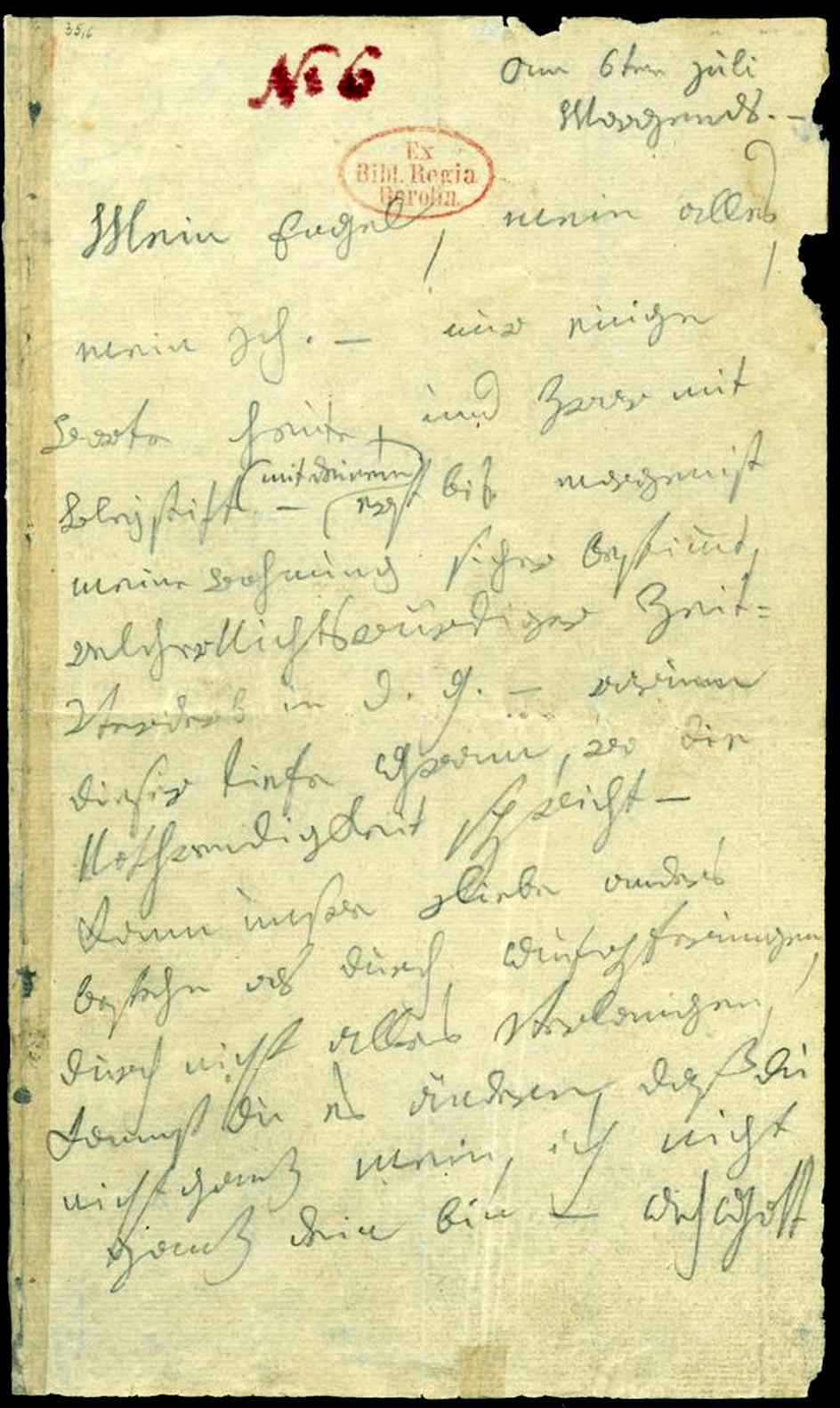
A „halhatatlan kedves”-hez („Unsterbliche Geliebte”) írt levél (1812)

A telet már 1800 óta társasélet közepette, előadásoknak szentelte, nyaranta pedig a Bécs körüli falvakban dolgozta ki műveit. A monarchiában is tett utazásokat, 1806-ban járt Magyarországon is: Martonvásáron, a korompai Brunswick grófok Fejér vármegyei birtokán. Itteni szerelméről az egyik grófkisasszony − feltehetően Brunszvik Jozefina (1779–1821) – iránt Székely Júlia: A halhatatlan kedves című, a budapesti Zeneműkiadónál 1961-ben kiadott életrajzi regénye szól, mely a zeneköltő hagyatékában fellelt, 1812-ben írt levelén alapul.
A bécsi kongresszus (1814) magas külföldi vendégei is meghajoltak tehetsége előtt – ez volt az utolsó szereplése. Siketsége és altesti fájdalmai hipochondrikussá tették, aki különben is melankóliára hajlott; családi viszálykodások (bátyja özvegyével, akinek fia fölött gyámkodott) szintén bántották, de mindez nem csökkentette az alkotóerejét, hanem erős és sajátos jelleget adott műveinek.

### Betegsége, halála
Beethoven sokat betegeskedett, kiváltképp húszas éveinek közepétől, amikor is komoly hasfájásoktól kezdett szenvedni.
1826-ban egészségi állapota drasztikusan megromlott. A következő évben bekövetkezett halálát májbetegségnek tulajdonítják, bár a halála idejéből származó hajmintáin végzett modern kutatások azt mutatják, hogy ólommérgezés is hozzájárulhatott a gyengélkedéseihez és idő előtt bekövetkezett halálához (az ólom szintje több mint százszorosan múlta felül a mai embereknél mérhetőt). 
2023-as kutatások szerint: „A tudósok nem találtak genetikai okot Beethoven halláskárosodására vagy gyomor-bélrendszeri problémáira, de megtudták, hogy génjei miatt fokozottan ki volt téve a májzsugor kockázatának. A hajában Hepatitisz B DNS-darabkák is lappangtak, ami arra utal, hogy késői életében fertőződött meg a vírussal. A kutatók a Current Biology című szaklapban megjelent tanulmányuk szerint ez a fertőzés és Beethoven erős alkoholfogyasztása együttesen magyarázatot adhat májbetegségére és végül halálára.” Vízkórságban halt meg 1827. március 26-án éjjel, a Bécs fölött átvonuló vihar mennydörgései közepette. Feljegyzések szerint esett a hó, sütött a nap, dörgött az ég, és villámlott. A március 29-én tartott temetési menetben becslések szerint 20-30 ezer ember vett részt. A fáklyavivők között volt Franz Schubert is, aki másfél év múlva halt meg; kérésére Beethoven mellé temették.
Beethoven halála napjáig dolgozott. Befejezetlenül hagyott egy vonósötöst, a X. szimfónia vázlatait, két kánont, két vonósnégyest, és a B-dúr vonósnégyes fináléját.

### Életének háttere
Beethoven magánélete problémákkal volt tele. Fiatalon, már 25 éves kora körül észlelte a fenyegető siketség első jeleit, aminek hatására időnként az öngyilkosság gondolatával is foglalkozott. A századforduló környékén születtek legsötétebb művei, ekkor vált világossá számára, hogy halláskárosodása visszafordíthatatlan. 1819-re teljesen megsiketült. Ez zárkózottá tette, s csak társalgási füzeteinek segítségével tudott érintkezni a külvilággal. Hihetetlen belső hallása volt, csak ez tette lehetővé, hogy ne hagyja abba a komponálást.
Elérhetetlen, házas vagy arisztokrata hölgyekhez vonzódott, akiket eszményített (ilyen volt például Brunszvik Jozefin). A társadalmi különbségek, az emberek esetleges elítélése gátolta, sosem házasodott meg.
Vásáry Tamás Kossuth-díjas zongoraművész megosztott egy történetet, amely a Budapest I. kerület, Budavári Önkormányzat lapja, a Várnegyed 2016. február 12-ei számának a 3. oldalán is olvasható. A történet szerint Jozefinnek törvénytelen kislánya született Beethoventől. A gyermek a Minona nevet kapta, melynek visszafelé olvasva van értelme: Anonim.
Beethoven középtermetű, vállas, telt arcú férfi volt; dús haja felborzolt, lelkes szeme nyugtalan, kedélyes vonásai pedig – főleg, ha zenéről szólott – érdekesek, hódolatra gerjesztők; szelleme nemes, szíve tiszta, lángolt az igazságért és a szabadságért. Hiányos neveltetésére vallott indulatos volta, valamint a tapasztalatok és az életismeret teljes hiánya. Legkedvesebb szórakozása volt a magányos séta a zöldben. Fő művei közül is sok fogamzott meg a szabadban, sőt ott is nyerte el a végleges alakját egy-egy padon.
A zenéjében gyakran győzelemmel végződő küzdelmekkel tarkított életének a visszhangját vélik felfedezni. Személyes problémái fölött mesterművei megalkotásával aratott diadalt.

## Alkotói korszakai
Beethoven zeneszerzői pályafutását általában korai, középső és késői korszakra szokták osztani.

### Korai alkotói korszaka
A korai időszakában a nagy elődök, Haydn és Mozart hatása érezhető. Mindkét szerző műveit jól ismerte, időben közel is állt hozzájuk, de munkássága a zene történetének új korszakát jelenti. Ez részben a megváltozott történelmi helyzet, részben a maga új helyzetének következménye, amelyet kora társadalmában mint „szabad művész” kivívott. De mindez mégiscsak külső kerete annak az egyéniségnek, amely művészként és emberként egyformán nagy volt. Alkotóművészete viszonylag lassan fejlődött ki: csaknem huszonöt esztendős volt, amikor első olyan műveit kiadja, amelyeket már opusz-számmal jelöl. Ez idő alatt született az I. és a II. szimfónia, az első hat vonósnégyes, az első három zongoraverseny, az első húsz zongoraszonáta (az op. 31-gyel bezárólag), köztük az ismert Patetikus és Holdfény.

### Középső alkotói korszaka
A középső alkotói korszak röviddel Beethoven siketséggel kapcsolatos válsága után kezdődött. E korszakot hatalmas erejű művek jelzik, melyek tele vannak hősiességgel és küzdelemmel; köztük találjuk az Egmont-nyitányt, hat szimfóniát (III–VIII), az utolsó három zongoraversenyt és öt vonósnégyest (7–11), további hét zongoraszonátát, köztük a Waldsteint és az Appassionátát, továbbá Beethoven egyetlen hegedűversenyét és operáját, a Fideliót.

### Késői alkotói korszaka

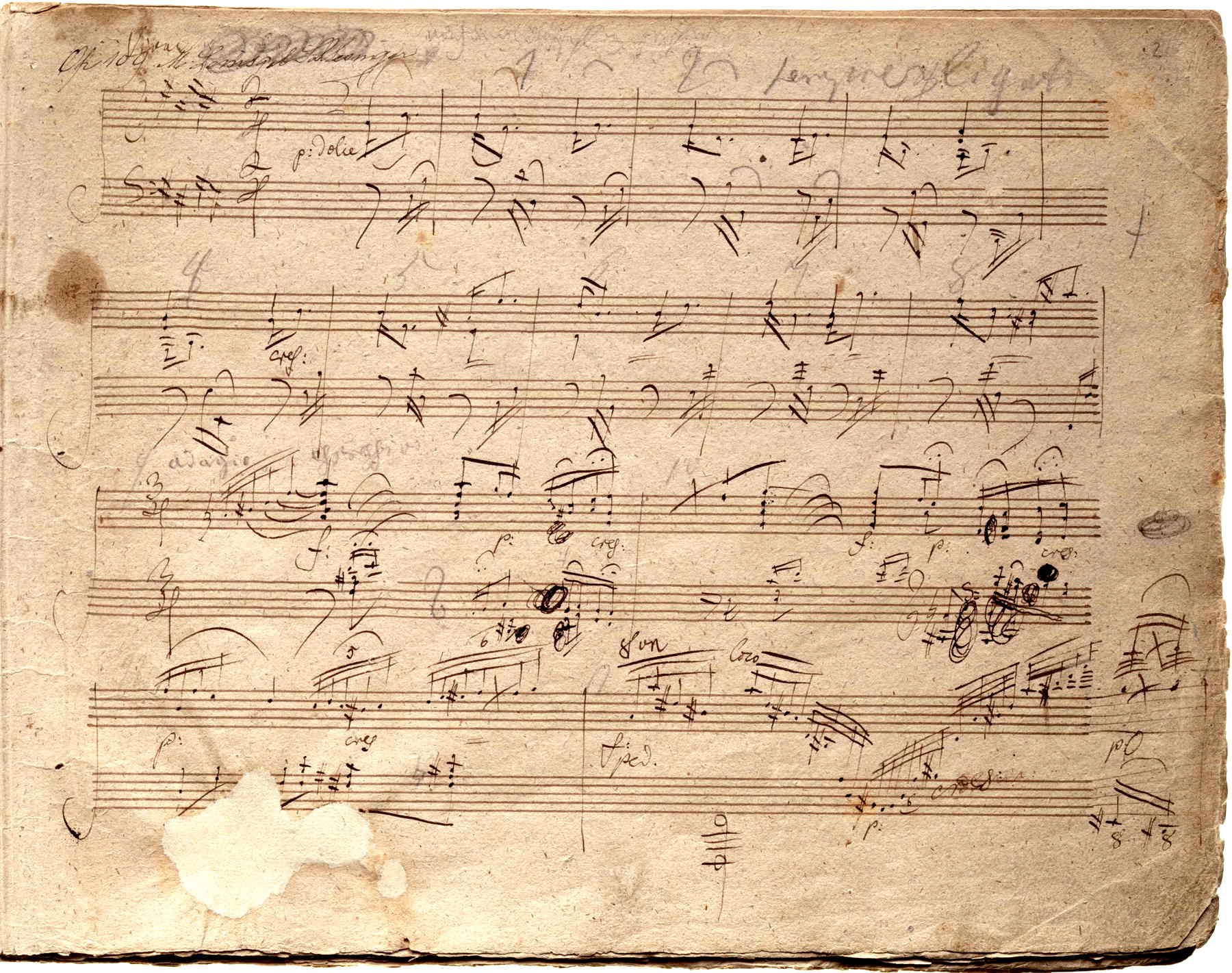
Az Op. 109. kézirata

1816 körül kezdődött késői korszaka, ami egészen haláláig, 1827-ig tartott. A késői darabokat mély intellektualitás, intenzív és személyes kifejezés és a formákkal történő kísérletezés jellemzi (például a cisz-moll vonósnégyes hét tételből áll, míg a leghíresebb IX. szimfóniájának utolsó tételében a zenekar mellett a kórusnak is szerepet ad). Ekkoriban komponálta többek között a Missa Solemnist, az utolsó hat vonósnégyest és az utolsó öt zongoraszonátát.
Életének utolsó évéből a következő művek maradtak ránk: egy vonósötös megkezdett vázlatának zongorakivonata (a mester halála után jelent meg); a X. szimfónia néhány vázlata; két kánon („Es muss sein” és „Wir irren allesamt, nur jeder irret anders”), két vonósnégyes (op. 131 és 135) és az előző évben befejezett B-dúr vonósnégyes (op. 130) fináléja.
2019-ben zenetudósok és számítógépes szakemberek összeálltak, hogy Beethoven megmaradt feljegyzéseiből és mesterséges intelligencia segítségével befejezzék a X. szimfóniát. Ehhez arra is szükség volt, hogy a számítógépnek megtanítsák Beethoven stílusát, elsősorban egyéb szimfóniái alapján. 2019 végére el is készült a mű, amit 2020-ban szerettek volna bemutatni, de a koronavírus-járvány miatt ezt el kellett halasztani, a világpremiert így 2021. október 9-én tartották Bonnban.

## Zenei stílus és újítások
Az osztrák születésű brit zenész, Hans Keller (1919–1985) „az emberiség legnagyobb elméjének” nevezte, tekintetbe véve művészetének mélységét és kiterjedtségét, valamint hogy Beethovennek sikerült a lehető legszélesebb közönség számára érthető zenét komponálni.
Beethovenre mint a zenei klasszicizmus és romantika átmeneti alakjára tekintünk. Ami a zenei formát illeti, a Haydntól illetve Mozarttól örökölt szonátaformára és motivikus fejlesztésre épített, de nagymértékben kibővítette őket, azáltal hogy hosszabb és nagyratörőbb tételeket komponált. Középső korszakának művei a hősiesség kifejezése miatt, míg késői darabjai az intellektuális mélységüknek köszönhetően népszerűek.

## Személyes meggyőződések és zenei hatásuk
Beethoven sokat merített a felvilágosodás és az Európában egyre növekvő romantika eszméiből. Kezdetben a harmadik szimfóniát, az Eroicát (a „hősi” olasz megfelelője) Napóleonnak ajánlotta, abban a meggyőződésében, hogy a tábornok fenntartja majd a francia forradalom demokratikus és köztársasági eszméit, de amint Napóleon császári törekvései világossá váltak, 1804-ben kitépte a címet tartalmazó lapot, amelyen az ajánlás volt, és a szimfónia új nevet kapott: „Sinfonia Eroica, composta per festeggiare il Sovvenire di un grand'Uomo”, vagyis „Hősi szimfónia, egy nagy ember emlékének megünneplésére”. A kilencedik szimfónia negyedik tételének sajátossága a Schiller An die Freude („Örömóda”) című ódájának feldolgozása, amely bizakodó himnusz az emberi testvériség mellett. Ezért választották az EU hivatalos himnuszának.

## A romantikus Beethoven?
Folyamatos vita tárgyát képezi, hogy vajon Beethoven klasszicista vagy romantikus zeneszerző volt-e. Mivel a romantika önmagában vett, illetve korszakként való meghatározása tudományról tudományra változik, Beethoven hovatartozását összefüggésében kell vizsgálni.
Ha a romantikus mozgalmat esztétikai korszaknak tekintjük úgy az irodalomban, mint általában a művészetekben, akkor Beethoven pontosan az első felének a derekán foglal helyet olyan irodalmi romantikusok között, mint Goethe és Schiller (akiknek a szövegeiből ő is, és az egyértelműen romantikus Franz Schubert is merített a dalaihoz) német, illetve Percy Bysshe Shelley angol költők. Olyan kortársak, mint például Louis Spohr és E. T. A. Hoffmann, szintén romantikusnak nevezték. Gyakran őt tartják az első dalciklus komponistájának. Nagy hatással volt rá a népi kifejezésmód, ami jól látszik például Robert Burns munkáinak a felhasználásában. Egy tucat ilyen verset (és népdalt) zenésített meg énekhangra, zongorára, hegedűre.
Másrészről viszont, ha a zenetudomány alapján vizsgálódunk, ami szerint a romantikus zene később alakult ki, a kérdés még inkább vitatott. Néhány tudós szerint Beethoven nem romantikus; mások szerint átmeneti alak, vagy a romantika közvetlen előfutára, a romantika „feltalálója”; megint mások számára ő a prototípusa, vagy talán inkább őstípusa a regébe illő, hősies zsenialitással és egyéniséggel megáldott romantikus zeneszerzőnek. A tudomány számtalanszor elmozdította a romantika határát jelző bóját, és erről, Beethoven nagy hatású munkásságának az eredményeként, továbbra is heves viták folynak. Azoknak, akiknek a felvilágosodás az újszerűség alapját jelenti, Beethoven egyértelműen klasszicista, míg azok számára, akik a romantikus érzékenységre mint a (napjainkat is magában foglaló) későbbi művészeti korokra nyíló ajtó kulcsára tekintenek, bizonyosan romantikus. E két szélsőséges nézet között természetesen számtalan árnyalat van.

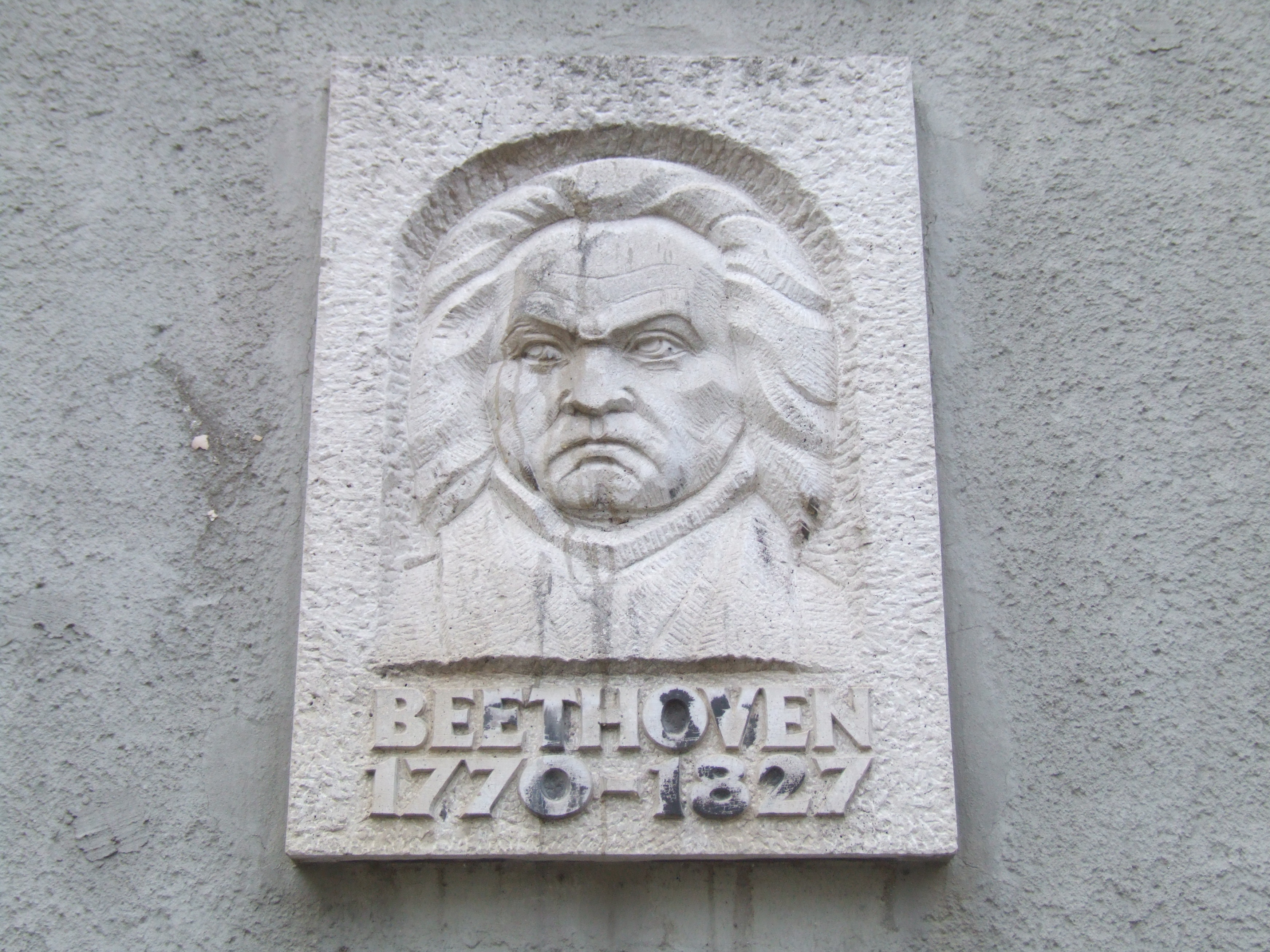
Beethoven emléktáblája Budán, a róla elnevezett utcában.
Csontos László munkája

Beethoven zenéjét is meghallgatva, egy másik tudományos elemzés is lehetséges: a későbbi munkáiban egyértelmű fejlődés figyelhető meg a korai darabokhoz képest. A fiatal Beethoven igyekszik idomulni a kortársak művészeti stílusához: olyan zenét próbál szerezni, ami a korabeli társadalom számára elfogadható. A kései felfogásában viszont már nincs tekintettel a művészeti normákra, így például 9. szimfóniájában kórust szerepeltet, holott addig a szimfónia pusztán hangszeres műfaj volt. Ez alapján tehát a kérdés nem az, hogy Beethoven vajon klasszicista vagy romantikus művész volt-e, hanem hogy hol van az a pont, ahol az erősen klasszicista Beethoven erősen romantikussá lett. A legtöbb zenetudós egyetért abban, hogy ez valahol a közös, 1808-as hangversenyen előadott 5. és 6. szimfónia között rejlik. Az ötödik szimfóniájában addig soha nem hallható módon egy rövid, dübörgő téma vonul végig, a hatodik pedig az első példája a „programzeneként” komponált szimfóniának (ami a romantikában általánosnak számított), sőt mi több, ez megtörte a szimfóniák hagyományos, négy tételből álló rendjét is. Ezután ugyan Beethoven még megírta a nagyon „klasszikusnak számító” 8. szimfóniáját, és még néhány, az angol közönségnek szánt kamarazenét is, azonban a 19. század első évtizedének a végére már kétségkívül a romantikus zeneszerzőt mutató vonása domborodik ki jobban.
Ezzel szemben Carl Dahlhaus amellett érvel, hogy Beethoven stílusa a romantikán túl helyezi őt, olyan helyre, ahol teljesen elválik a kortársai zenéjétől. Dahlhaus rámutat arra, hogy Beethoven romantikus megítélése nagyrészt a korai periódusának a műveiből származik – ilyen a 3. és az 5. szimfónia. Ugyanakkor Beethoven középső korszakának a második feléből származó, 74. és 97. közötti opuszszámmal jelölt művei gyakorolták a legnagyobb hatást a romantikus zeneszerzőkre. Dahlhaus szerint a romantikus zene hagyománya lényegében megegyezik a schuberti muzsika hagyományával, Schubertre pedig Beethoven fentebb említett művei hatottak. A késői korszakára pedig Beethoven annyira egyénivé vált, hogy többé már nem tekinthető ugyanazon műfaj képviselőjének, mint a kortársai.

## Beethoven hajfürtje
Anton Sauter muzsikus költő a halottasházban levágott egy hajfürtöt. Később Franz Seraphin Hölzlnek ajándékozta, ő pedig 1870-ben a Pécsi Dalárdának adta. 1958-ban a martonvásári Beethoven Emlékmúzeum tőlük kapta meg ezt az ereklyét; azóta is itt tekinthető meg.

## Művei

### Szimfóniák
- 1. szimfónia (C-dúr), op. 21, 1800
- 2. szimfónia (D-dúr), op. 36, 1802
- 3. szimfónia (Esz-dúr), op. 55, „Eroica”, 1803/04
- 4. szimfónia (B-dúr), op. 60, 1806
- 5. szimfónia (c-moll), op. 67, „Sorsszimfónia”, 1808
- 6. szimfónia (F-dúr), op. 68, „Pastorale”, 1808
- 7. szimfónia (A-dúr), op. 92, 1811/12
- 8. szimfónia (F-dúr), op. 93, 1812
- 9. szimfónia (d-moll), op. 125, 1823
- 10. szimfónia (befejezetlen).

### Versenyművek
- 1. zongoraverseny (C-dúr), op. 15, 1795–1801
- 2. zongoraverseny (B-dúr), op. 19, 1788–1801
- 3. zongoraverseny (c-moll), op. 37, 1800–1803
- 4. zongoraverseny (G-dúr), op. 58, 1804–1807
- 5. zongoraverseny (Esz-dúr), op. 73, 1809
- Hegedűverseny (D-dúr), op. 61, 1806
- Hármasverseny (hegedű–gordonka–zongora) (C-dúr), op. 56, 1803–1805
- Karfantázia (c-moll), op. 80, 1808

### Színpadi művek
- Fidelio – egyetlen operája

### Egyházi művek
- Missa Solemnis (1818–1823)

Eredetileg barátja és tanítványa, Rudolf főherceg érseki beiktatására készült volna. A zeneszerző baráti gesztusán túlnőtt az elkezdett mű által felvetett zenei és „tartalmi” problémák tökéletes megoldásának vágya. „Szívből fakadt – bár a szívekig hatna” – írta a partitúra első lapja fölé, s bár Beethoven a katolikus miseszöveget zenésítette meg, valójában felekezetek fölött álló művet alkotott. Az ő vallása ugyanis az erkölcs és a humánum volt, Krisztusa pedig: ember, vagy jobban mondva: hős. Ennek a Krisztusnak feladata van: az emberiség számára a legnagyobb adományok egyikét, a külső és a belső békét megszerezni. Az Agnus Dei zárótétel a zeneirodalom legfenségesebb békehimnuszaként kerekíti le és teszi teljessé Beethoven monumentális vallomását, mely szerint az emberiség legfőbb célja, az emberi élet értelme – isteni példára – maga a béke.
- Opus 86. C-dúr mise (1811)

### Zongoraművek
- Opus 2, no. 1: Zongoraszonáta No. 1 f-moll (1795)
- Opus 2, no. 2: Zongoraszonáta No. 2 A-dúr (1795)
- Opus 2, no. 3: Zongoraszonáta No. 3 C-dúr (1795)
- Opus 7: Zongoraszonáta No. 4 Esz-dúr (1797)
- Opus 10, no. 1: Zongoraszonáta No. 5 c-moll (1798)
- Opus 10, no. 2: Zongoraszonáta No. 6 F-dúr (1798)
- Opus 10, no. 3: Zongoraszonáta No. 7 D-dúr (1798)
- Opus 13: Zongoraszonáta No. 8 c-moll „Pathetique” (1798)
- Opus 14, no. 1: Zongoraszonáta No. 9 E-dúr (1798)
- Opus 14, no. 2: Zongoraszonáta No. 10 G-dúr (1798)
- Opus 22: Zongoraszonáta No. 11 B-dúr (1800)
- Opus 26: Zongoraszonáta No. 12 Asz-dúr „Gyászinduló” (1801)
- Opus 27, no. 1: Zongoraszonáta No. 13 Esz-dúr (1801)
- Opus 27, no. 2: Zongoraszonáta No. 14 cisz-moll „Sonata quasi una fantasia” „Holdfény” (1801)
- Opus 28: Zongoraszonáta No. 15 D-dúr „Pastoral” (1801)
- Opus 31, no. 1: Zongoraszonáta No. 16 G-dúr (1802)
- Opus 31, no. 2: Zongoraszonáta No. 17 d-moll „Vihar” (1802)
- Opus 31, no. 3: Zongoraszonáta No. 18 Esz-dúr „Vadászat” (1802)
- Opus 49, no. 1: Zongoraszonáta No. 19 g-moll (1796)
- Opus 49, no. 2: Zongoraszonáta No. 20 G-dúr (1796)
- Opus 53: Zongoraszonáta No. 21 C-dúr „Waldstein” (1803)
  - WoO 57: Andante Favori – A Waldstein-szonáta eredeti középső tétele (1804)
- Opus 54: Zongoraszonáta No. 22 F-dúr (1804)
- Opus 57: Zongoraszonáta No. 23 f-moll „Appassionata” (1804)
- Opus 78: Zongoraszonáta No. 24 Fisz-dúr (1809)
- Opus 79: Zongoraszonáta No. 25 G-dúr (1809)
- Opus 81a: Zongoraszonáta No. 26 Esz-dúr „Les adieux/Lebewohl” (1810)
- Opus 90: Zongoraszonáta No. 27 e-moll (1814)
- Opus 101: Zongoraszonáta No. 28 A-dúr (1816)
- Opus 106: Zongoraszonáta No. 29 B-dúr „Hammerklavier” (1819)
- Opus 109: Zongoraszonáta No. 30 E-dúr (1820)
- Opus 110: Zongoraszonáta No. 31 Asz-dúr (1821)
- Opus 111: Zongoraszonáta No. 32 c-moll (1822)

#### Variációk
- Variációk, (Esz-dúr) op. 44, (1804)
- Harminckét variáció zongorára Diabelli témájára (Diabelli-variációk) (C-dúr) op. 120, (1823)

#### Bagatellek
- Für Elise (zongoramű) (a-moll) WoO 59, (1810)
- Hat bagatell zongorára op. 126, (1824)

### Kamaraművek
16 vonósnégyes
- Korai vonósnégyesek:
  - Opus 18: 6 vonósnégyes
    - No. 1, F-dúr (1799)
    - No. 2, G-dúr (1800)
    - No. 3, D-dúr (1798)
    - No. 4, c-moll (1801)
    - No. 5, A-dúr (1801)
    - No. 6, B-dúr (1801)
- Középső korszak:
  - Opus 59: három „Razumovszkij” vonósnégyes (1806)
    - No. 7, F-dúr
    - No. 8, E-minor
    - No. 9, C-major

  - Két vonósnégyes
    - Opus 74: No. 10. Esz-dúr „Hárfa” (1809)
    - Opus 95: No. 11. f-moll „Serioso” (1810)
- Késői vonósnégyesek Nos. 12 – 16 vonósnégyes és Nagy fúga, Opus 127, 130 – 135
  - Opus 127: No. 12. Esz-dúr (1825)
  - Opus 130: No. 13. B-dúr (1825)
  - Opus 131: No. 14. cisz-moll (1826)
  - Opus 132: No. 15. a-moll (1825)
  - Opus 133: Nagy fúga, B-dúr (1824)
  - Opus 135: No. 16 F-dúr (1826)

Zongoratriók
- Nr. 1, Esz-dúr op. 1 Nr. 1
- Nr. 2, G-dúr op. 1 Nr. 2
- Nr. 3, c-moll op. 1 Nr. 3
- Nr. 4, B-dúr op. 11
- Nr. 5, D-dúr op. 70 Nr. 1
- Nr. 6, Esz-dúr op. 70 Nr. 2
- Nr. 7, B-dúr op. 97

10 szonáta hegedűre és zongorára
- Nr. 1, D-dúr op. 12 Nr. 1
- Nr. 2, A-dúr op. 12 Nr. 2
- Nr. 3, Esz-dúr op. 12 Nr. 3
- Nr. 4, a-moll op. 23
- Nr. 5, F-dúr „Tavaszi” szonáta op. 24, (1801)
- Nr. 6, A-dúr op. 30 Nr. 1
- Nr. 7, c-moll op. 30 Nr. 2
- Nr. 8, G-dúr op. 30 Nr. 3
- Nr. 9, A-dúr „Kreutzer” szonáta op. 47, (1803)
- Nr. 10, G-dúr op. 96

5 Szonáta gordonkára és zongorára
- Nr. 1, F-dúr, op. 5 Nr. 1
- Nr. 2, g-moll, op. 5 Nr. 2
- Nr. 3, A-dúr, op. 69
- Nr. 4, C-dúr, op. 102 Nr. 1
- Nr. 5, D-dúr, op. 102 Nr. 2

### Dalok
Pl. A távoli kedveshez, A mormotás fiú dala (Marmotte), Molly búcsúja (Mollys Abschied), Szeretlek (Ich liebe dich), Vágyódás (Sehnsucht), A százszorszép (Das Blümchen Wunderhold)
| Szócikk                    | Dallam               | Szöveg                  |
| -------------------------- | -------------------- | ----------------------- |
| Örömóda                    | Ludwig van Beethoven | Friedrich Schiller      |
| Egy kis virág a völgy ölén | Ludwig van Beethoven | Gottfried August Bürger |

## Kották
- Beethoven, Ludwig van. International Music Score Library Project. (Hozzáférés: 2019. május 17.)

## Beethoven a filmművészetben
Beethoven műveinek részletei gyakran felhangzanak kisebb, vagy nagyobb filmekben, ilyen például a Picasso kalandjai, a Sztalker és a Nosztalgia Tarkovszkijtól, illetve emlékezetes még Stanley Kubrick: Mechanikus narancs című filmjéből is. A legtöbb esetben (de nem kizárólag) a IX. szimfónia jellegzetes részét, Friedrich Schiller: Óda az Örömhöz című versére beemelt kórust, az Örömódát használják fel.
Beethovent is több filmben ábrázolják, valahol valós életében, másutt kitalált helyzetekben. A főbb róla szóló filmek:
- 1918: Der Märtyrer seines Herzens (A szívjeik mártírjai), osztrák némafilm
- 1927: Das Leben des Beethoven (Beethoven élete), osztrák némafilm
- 1936: Un grand amour de Beethoven (Beethoven nagy szerelme), francia dráma
- 1949: Eroica, osztrák film
- 1994: Halhatatlan kedves (Immortal Beloved), brit-amerikai film
- 2003: Eroica, brit tévéfilm
- 2006: Beethoven árnyékában, nagyrészt fiktív cselekményű amerikai film
- 2020: Louis van Beethoven, német film

## Könyvek Beethovenről magyarul
- Alfred Amenda: Eroica, 1958
- Székely Júlia: A halhatatlan kedves, 1961
- Láng György: Beethoven tavasza, 1977
- Gál Zsuzsa: Ludwig van Beethoven, 2005
- Yann Walcker: Beethoven, 2010
- Romain Rolland: Beethoven élete, 2011
- Jan Caeyers: Beethoven; ford. Bérczes Tibor; Typotex, Bp., 2013
- Bokor Pál: Szerelmek tavasza, 2020

## Művei magyarul
- Beethoven élete leveleiben; vál., bev, jegyz., utószó Jemnitz Sándor, Radó György; Zeneműkiadó, Bp., 1960

#### Angol
Enciklopédikus könyv: The lives of the great composers; A. L. Bacharach (szerkesztő); Kiadó: E.P. Dutton & Co Inc.; New York, 1936, második fejezet: 47-76. oldal; Peter Latham (szerző), cím: Beethoven

#### Magyar
- Bartha Dénes: Beethoven és kilenc szimfóniája. 2. kiad. Budapest, Zeneműkiadó, 1995 ISBN 963-330-040-1 Ford. Szilágyi Mihály
- Brodszky Ferenc: Ludwig van Beethoven életének krónikája. 3. kiad. Budapest, Zeneműkiadó, 1979 ISBN 963-330-284-6
- Fischer, Edwin: Ludwig van Beethoven zongoraszonátái. Ford. … Jemnitz Sándor, Budapest, Zeneműkiadó, 1961
- Hevesy Andor: Beethoven intim élete. Budapest, Stádium Sajtóvállalat Rt., 1927
- Rosen, Charles: A klasszikus stílus. Haydn, Mozart, Beethoven. Ford. Komlós Katalin. Budapest, Zeneműkiadó, 1977 ISBN 963-330-180-7
- Schonberg, Harold C.: A nagy zeneszerzők élete. Ford. Szilágyi Mihály stb. Budapest, Európa kiadó, 2006, 104–117. o. ISBN 963-07-8099-2
- Szabolcsi Bence: Beethoven. Művész és műalkotás két korszak határán.5. kiad. Budapest, Zeneműkiadó, 1976 ISBN 963-330-155-6
- Beethoven Brunszvik Teréz naplóiban; sajtó alá rend., tan., jegyz. Hornyák Mária, ford. Dancsecs Zsuzsanna; Brunszvik Teréz Szellemi Hagyatéka Alapítvány, Martonvásár, 2004 (Őrláng füzetek)
- Zongoramuzsika-kalauz. Szerk. Denis Matthews. Ismeretlen ford. Budapest, Zeneműkiadó, 1976 163–182. o. ISBN 963-330-170-X
- Harvey Sachs: A kilencedik. Beethoven és a világ 1824-ben; ford. Szűcs Zoltán; General Press, Bp., 2011* Robin Wallace: Beethovent hallani. A zene elvesztésének és újramegtalálásának története; ford. Rácz Judit; Európa, Bp., 2020
- "Beethoven 250". Tanulmánykötet; szerk. Dombi Józsefné, Maczelka Noémi; SZTE JGYPK Művészeti Intézet Ének-zene Tanszék, Szeged, 2021

### Információk az interneten
- Beethoven A zene története oldalán
- Esszék Beethoven szimfóniáiról a scherzo.hu-n (I. szimfónia, II. szimfónia[halott link], III. szimfónia, IV. szimfónia, V. szimfónia, VI. szimfónia, VII. szimfónia, VIII. szimfónia, IX. szimfónia)
- Beethoven a fidelio.hu-n
- Budapesti Fesztiválzenekar-Beethoven
- Lap.hu linkgyűjtemény